# Copa América 2019
Navigation
Édition précédente Édition suivante
La Copa América 2019 est la 46e édition de la Copa América, le principal tournoi international de la CONMEBOL. La compétition est organisée au Brésil et accueille 12 participants, les dix nations sud-américaines plus deux invités de l'AFC, le Japon – dont c'est la 2e participation à l'épreuve – et le Qatar, participant pour la première fois.

## Choix du pays d'accueil
À l'origine, la Copa América 2019 devait être accueillie par le Chili, tandis que le Brésil devait accueillir la Copa América 2015. Ceci en raison de la politique de la CONMEBOL consistant à faire une rotation des tournois par ordre alphabétique des pays. Toutefois, en raison de l'organisation de la Coupe des confédérations 2013, de la Coupe du monde 2014 et des JO 2016 par le Brésil, Brésiliens et Chiliens souhaitent permuter l'organisation du tournoi, idée approuvée par la CONMEBOL en 2012.

### Nations participantes
| Pays      | Participation(s) | Meilleur résultat                                                                                             | Dernière participation (résultat obtenu) |
| --------- | ---------------- | --- | ---------------------------------------- |
| CONMEBOL  |                  | |                                          |
| Argentine | +41,             | Vainqueur (14) · 1921, 1925, 1927, 1929, 1937, 1941, 1945, 1946, 1947, 1955, 1957, 1959 (1), 1991, 1993       | 2016 (Finaliste)                         |
| Bolivie   | +26,             | Vainqueur (1) · 1963                                                                                          | 2016 (1er tour)                          |
| Brésil PO | +35,             | Vainqueur (8) · 1919, 1922, 1949, 1989, 1997, 1999, 2004, 2007                                                | 2016 (1er tour)                          |
| Chili     | +38,             | Vainqueur (2) · 2015, 2016                                                                                    | 2016 (Vainqueur)                         |
| Colombie  | +21,             | Vainqueur (1) · 2001                                                                                          | 2016 (Troisième)                         |
| Équateur  | +27,             | Quatrième (2) 1959 (2), 1993                                                                                  | 2016 (Quart de finaliste)                |
| Paraguay  | +36,             | Vainqueur (2) · 1953, 1979                                                                                    | 2016 (1er tour)                          |
| Pérou     | +31,             | Vainqueur (2) · 1939, 1975                                                                                    | 2016 (Quart de finaliste)                |
| Uruguay   | +43,             | Vainqueur (15) · 1916, 1917, 1920, 1923, 1924, 1926, 1935, 1942, 1956, 1959 (2), 1967, 1983, 1987, 1995, 2011 | 2016 (1er tour)                          |
| Venezuela | +17,             | Quatrième (1) 2011                                                                                            | 2016 (Quart de finaliste)                |
| AFC       |                  | |                                          |
| Japon     | +1,              | 1er tour 1999                                                                                                 | 1999 (1er tour)                          |
| Qatar     | +0,              | - | -                                        |

## Villes et stades
Le 14 juin 2018, le vice-président de la CBF, Fernando Sarney, annonce que cinq villes accueilleront le tournoi : Salvador, Rio de Janeiro, São Paulo, Belo Horizonte et Porto Alegre.
| [[Fichier:Brazil location map.svg\|420px\|{{#if:\|{{{alt}}}\|Copa América 2019 est dans la page Brésil.]]Belo Horizonte Porto Alegre São Paulo Rio de Janeiro Salvador | [[Fichier:Brazil location map.svg\|420px\|{{#if:\|{{{alt}}}\|Copa América 2019 est dans la page Brésil.]]Belo Horizonte Porto Alegre São Paulo Rio de Janeiro Salvador | Rio de Janeiro      | São Paulo          | São Paulo                 |
| [[Fichier:Brazil location map.svg\|420px\|{{#if:\|{{{alt}}}\|Copa América 2019 est dans la page Brésil.]]Belo Horizonte Porto Alegre São Paulo Rio de Janeiro Salvador | [[Fichier:Brazil location map.svg\|420px\|{{#if:\|{{{alt}}}\|Copa América 2019 est dans la page Brésil.]]Belo Horizonte Porto Alegre São Paulo Rio de Janeiro Salvador | Estádio do Maracanã | Estádio do Morumbi | Arena Corinthians         |
| [[Fichier:Brazil location map.svg\|420px\|{{#if:\|{{{alt}}}\|Copa América 2019 est dans la page Brésil.]]Belo Horizonte Porto Alegre São Paulo Rio de Janeiro Salvador | [[Fichier:Brazil location map.svg\|420px\|{{#if:\|{{{alt}}}\|Copa América 2019 est dans la page Brésil.]]Belo Horizonte Porto Alegre São Paulo Rio de Janeiro Salvador | Capacité : 74 738   | Capacité : 67 428  | Capacité : 49 205         |
| [[Fichier:Brazil location map.svg\|420px\|{{#if:\|{{{alt}}}\|Copa América 2019 est dans la page Brésil.]]Belo Horizonte Porto Alegre São Paulo Rio de Janeiro Salvador | [[Fichier:Brazil location map.svg\|420px\|{{#if:\|{{{alt}}}\|Copa América 2019 est dans la page Brésil.]]Belo Horizonte Porto Alegre São Paulo Rio de Janeiro Salvador |                     |                    |                           |
| [[Fichier:Brazil location map.svg\|420px\|{{#if:\|{{{alt}}}\|Copa América 2019 est dans la page Brésil.]]Belo Horizonte Porto Alegre São Paulo Rio de Janeiro Salvador | [[Fichier:Brazil location map.svg\|420px\|{{#if:\|{{{alt}}}\|Copa América 2019 est dans la page Brésil.]]Belo Horizonte Porto Alegre São Paulo Rio de Janeiro Salvador | Belo Horizonte      | Porto Alegre       | Salvador                  |
| [[Fichier:Brazil location map.svg\|420px\|{{#if:\|{{{alt}}}\|Copa América 2019 est dans la page Brésil.]]Belo Horizonte Porto Alegre São Paulo Rio de Janeiro Salvador | [[Fichier:Brazil location map.svg\|420px\|{{#if:\|{{{alt}}}\|Copa América 2019 est dans la page Brésil.]]Belo Horizonte Porto Alegre São Paulo Rio de Janeiro Salvador | Estádio Mineirão    | Arena do Grêmio    | Itaipava Arena Fonte Nova |
| [[Fichier:Brazil location map.svg\|420px\|{{#if:\|{{{alt}}}\|Copa América 2019 est dans la page Brésil.]]Belo Horizonte Porto Alegre São Paulo Rio de Janeiro Salvador | [[Fichier:Brazil location map.svg\|420px\|{{#if:\|{{{alt}}}\|Copa América 2019 est dans la page Brésil.]]Belo Horizonte Porto Alegre São Paulo Rio de Janeiro Salvador | Capacité : 58 170   | Capacité : 55 662  | Capacité : 51 900         |
| [[Fichier:Brazil location map.svg\|420px\|{{#if:\|{{{alt}}}\|Copa América 2019 est dans la page Brésil.]]Belo Horizonte Porto Alegre São Paulo Rio de Janeiro Salvador | [[Fichier:Brazil location map.svg\|420px\|{{#if:\|{{{alt}}}\|Copa América 2019 est dans la page Brésil.]]Belo Horizonte Porto Alegre São Paulo Rio de Janeiro Salvador |                     |                    |                           |

## Premier tour
Légende des classements
- Qualifiées pour les quarts de finale
- Meilleures troisièmes repêchés pour les quarts de finale

Les douze équipes sont réparties en trois groupes de quatre au premier tour. Les deux premiers de chaque groupe sont qualifiés pour les quarts de finale ainsi que les deux meilleurs troisièmes.

### Groupe A
| Rang | Équipe    | Pts | J | G | N | P | Bp | Bc | Diff |
| ---- | --------- | --- | - | - | - | - | -- | -- | ---- |
| 1    | Brésil    | 7   | 3 | 2 | 1 | 0 | 8  | 0  | +8   |
| 2    | Venezuela | 5   | 3 | 1 | 2 | 0 | 3  | 1  | +2   |
| 3    | Pérou     | 4   | 3 | 1 | 1 | 1 | 3  | 6  | -3   |
| 4    | Bolivie   | 0   | 3 | 0 | 0 | 3 | 2  | 9  | -7   |

| 14 juin 2019         | Brésil                                                                     | 3 - 0   | Bolivie | Estádio do Morumbi, São Paulo                  |                                                |
| 21:30 (heure locale) | Coutinho 50e (pen.) · ( Firmino) Coutinho 53e · ( Fernandinho) Everton 85e | (0 - 0) |         | Spectateurs : 47 260 Arbitrage : Néstor Pitana | Spectateurs : 47 260 Arbitrage : Néstor Pitana |
| 21:30 (heure locale) | Rapport                                                                    |         |         | Spectateurs : 47 260 Arbitrage : Néstor Pitana | Spectateurs : 47 260 Arbitrage : Néstor Pitana |

| 15 juin 2019         | Venezuela | 0 - 0 | Pérou | Arena do Grêmio, Porto Alegre                  |                                                |
| 16:00 (heure locale) |           |       |       | Spectateurs : 13 370 Arbitrage : Wilmar Roldán | Spectateurs : 13 370 Arbitrage : Wilmar Roldán |
| 16:00 (heure locale) | Rapport   |       |       | Spectateurs : 13 370 Arbitrage : Wilmar Roldán | Spectateurs : 13 370 Arbitrage : Wilmar Roldán |

| 18 juin 2019         | Bolivie            | 1 - 3   | Pérou                                                                   | Estádio do Maracanã, Rio de Janeiro             |                                                 |
| 18:30 (heure locale) | Martins 28e (pen.) | (1 - 1) | 45e Guerrero (Cueva ) · 55e Farfán (Guerrero ) · 90+6e Flores (Farfán ) | Spectateurs : 26 346 Arbitrage : Roddy Zambrano | Spectateurs : 26 346 Arbitrage : Roddy Zambrano |
| 18:30 (heure locale) | Rapport            |         |                                                                         | Spectateurs : 26 346 Arbitrage : Roddy Zambrano | Spectateurs : 26 346 Arbitrage : Roddy Zambrano |

| 18 juin 2019         | Brésil  | 0 - 0 | Venezuela | Itaipava Arena Fonte Nova, Salvador             |                                                 |
| 21:30 (heure locale) |         |       |           | Spectateurs : 42 587 Arbitrage : Julio Bascuñán | Spectateurs : 42 587 Arbitrage : Julio Bascuñán |
| 21:30 (heure locale) | Rapport |       |           | Spectateurs : 42 587 Arbitrage : Julio Bascuñán | Spectateurs : 42 587 Arbitrage : Julio Bascuñán |

| 22 juin 2019         | Pérou   | 0 - 5   | Brésil                                                                                                  | Arena Corinthians, São Paulo                        |                                                     |
| 16:00 (heure locale) |         | (0 - 3) | 12e Casemiro (Marquinhos ) · 19e Firmino · 32e Everton (Coutinho ) · 53e Alves (Firmino ) · 90e Willian | Spectateurs : 45 067 Arbitrage : Fernando Rapallini | Spectateurs : 45 067 Arbitrage : Fernando Rapallini |
| 16:00 (heure locale) | Rapport |         | | Spectateurs : 45 067 Arbitrage : Fernando Rapallini | Spectateurs : 45 067 Arbitrage : Fernando Rapallini |

| 22 juin 2019         | Bolivie                         | 1 - 3   | Venezuela                                                               | Estádio Mineirão, Belo Horizonte                  |                                                   |
| 16:00 (heure locale) | ( Bejarano) Justiniano (en) 83e | (0 - 1) | 2e Machís (Hernández ) · 55e Machís (Rincón ) · 87e Martínez (Soteldo ) | Spectateurs : 11 746 Arbitrage : Esteban Ostojich | Spectateurs : 11 746 Arbitrage : Esteban Ostojich |
| 16:00 (heure locale) | Rapport                         |         |                                                                         | Spectateurs : 11 746 Arbitrage : Esteban Ostojich | Spectateurs : 11 746 Arbitrage : Esteban Ostojich |

Le Brésil confirme son statut de favori et obtient la 1re place du groupe mais éprouve des difficultés devant le Venezuela qui lui arrache le nul (0-0). L'équipe vénézuélienne sera d'ailleurs la grande bénéficiaire du VAR - système qui fait son apparition pour la première fois en Copa América - qui refuse deux buts tant aux Brésiliens qu'aux Péruviens dans leurs confrontations directes avec le Venezuela, qui s'offre la 2e place. Écrasés 5-0 par les hôtes brésiliens, les Péruviens parviennent à se qualifier en quarts-de-finale en terminant parmi les deux meilleurs troisièmes du tournoi. À noter l'absence de Neymar, le numéro 10 brésilien s'est blessé peu de temps avant la compétition.

### Groupe B
| Rang | Équipe    | Pts | J | G | N | P | Bp | Bc | Diff |
| ---- | --------- | --- | - | - | - | - | -- | -- | ---- |
| 1    | Colombie  | 9   | 3 | 3 | 0 | 0 | 4  | 0  | +4   |
| 2    | Argentine | 4   | 3 | 1 | 1 | 1 | 3  | 3  | 0    |
| 3    | Paraguay  | 2   | 3 | 0 | 2 | 1 | 3  | 4  | -1   |
| 4    | Qatar     | 1   | 3 | 0 | 1 | 2 | 2  | 5  | -3   |

| 15 juin 2019         | Argentine | 0 - 2   | Colombie                                          | Itaipava Arena Fonte Nova, Salvador            |                                                |
| 19:00 (heure locale) |           | (0 - 0) | 71e R. Martínez (James ) · 86e D. Zapata (Lerma ) | Spectateurs : 35 572 Arbitrage : Roberto Tobar | Spectateurs : 35 572 Arbitrage : Roberto Tobar |
| 19:00 (heure locale) | Rapport   |         |                                                   | Spectateurs : 35 572 Arbitrage : Roberto Tobar | Spectateurs : 35 572 Arbitrage : Roberto Tobar |

| 16 juin 2019         | Paraguay                                    | 2 - 2   | Qatar                                       | Estádio do Maracanã, Rio de Janeiro         |                                             |
| 16:00 (heure locale) | Cardozo 4e (pen.) · ( Almirón) González 56e | (1 - 0) | 68e Ali (Salman ) · 77e Khoukhi (Ak. Afif ) | Spectateurs : 19 196 Arbitrage : Diego Haro | Spectateurs : 19 196 Arbitrage : Diego Haro |
| 16:00 (heure locale) | Rapport                                     |         |                                             | Spectateurs : 19 196 Arbitrage : Diego Haro | Spectateurs : 19 196 Arbitrage : Diego Haro |

| 19 juin 2019         | Colombie               | 1 - 0   | Qatar | Estádio do Morumbi, São Paulo                   |                                                 |
| 18:30 (heure locale) | ( James) D. Zapata 86e | (0 - 0) |       | Spectateurs : 22 079 Arbitrage : Alexis Herrera | Spectateurs : 22 079 Arbitrage : Alexis Herrera |
| 18:30 (heure locale) | Rapport                |         |       | Spectateurs : 22 079 Arbitrage : Alexis Herrera | Spectateurs : 22 079 Arbitrage : Alexis Herrera |

| 19 juin 2019         | Argentine        | 1 - 1   | Paraguay                       | Estádio Mineirão, Belo Horizonte                |                                                 |
| 21:30 (heure locale) | Messi 57e (pen.) | (0 - 1) | 37e R. Sánchez (en) (Almirón ) | Spectateurs : 35 265 Arbitrage : Wilton Sampaio | Spectateurs : 35 265 Arbitrage : Wilton Sampaio |
| 21:30 (heure locale) | Rapport          |         |                                | Spectateurs : 35 265 Arbitrage : Wilton Sampaio | Spectateurs : 35 265 Arbitrage : Wilton Sampaio |

| 23 juin 2019         | Qatar   | 0 - 2   | Argentine                          | Arena do Grêmio, Porto Alegre                   |                                                 |
| 16:00 (heure locale) |         | (0 - 1) | 4e Martínez · 82e Agüero (Dybala ) | Spectateurs : 41 390 Arbitrage : Julio Bascuñán | Spectateurs : 41 390 Arbitrage : Julio Bascuñán |
| 16:00 (heure locale) | Rapport |         |                                    | Spectateurs : 41 390 Arbitrage : Julio Bascuñán | Spectateurs : 41 390 Arbitrage : Julio Bascuñán |

| 23 juin 2019         | Colombie             | 1 - 0   | Paraguay | Itaipava Arena Fonte Nova, Salvador                   |                                                       |
| 16:00 (heure locale) | ( Arias) Cuéllar 31e | (1 - 0) |          | Spectateurs : 13 903 Arbitrage : Víctor Hugo Carrillo | Spectateurs : 13 903 Arbitrage : Víctor Hugo Carrillo |
| 16:00 (heure locale) | Rapport              |         |          | Spectateurs : 13 903 Arbitrage : Víctor Hugo Carrillo | Spectateurs : 13 903 Arbitrage : Víctor Hugo Carrillo |

La Colombie fait forte impression en remportant ses trois matchs de poule - c'est la seule équipe du tournoi dans ce cas - alors que l'Argentine éprouve les pires difficultés à se qualifier en quarts-de-finale. Seule une victoire face au Qatar permet à l'Albiceleste d'avancer au 2e tour. Le Qatar, invité de l'AFC, fait bonne impression en arrachant le nul (2-2) devant le Paraguay (qui menait 2-0) mais ne peut éviter de se retrouver à la dernière place du groupe. Le Paraguay avance en quarts-de-finale avec seulement deux points: seul le Mexique, lors de l'édition 1993, était parvenu à s'extirper de la phase de groupes avec le même total de points.

### Groupe C
| Rang | Équipe   | Pts | J | G | N | P | Bp | Bc | Diff |
| ---- | -------- | --- | - | - | - | - | -- | -- | ---- |
| 1    | Uruguay  | 7   | 3 | 2 | 1 | 0 | 7  | 2  | +5   |
| 2    | Chili    | 6   | 3 | 2 | 0 | 1 | 6  | 2  | +4   |
| 3    | Japon    | 2   | 3 | 0 | 2 | 1 | 3  | 7  | -4   |
| 4    | Équateur | 1   | 3 | 0 | 1 | 2 | 2  | 7  | -5   |

| 16 juin 2019         | Uruguay                                                                                | 4 - 0   | Équateur | Estádio Mineirão, Belo Horizonte                  |                                                   |
| 19:00 (heure locale) | ( Suárez) Lodeiro 6e · ( Godín) Cavani 33e · ( Cáceres) Suárez 44e · A. Mina 80e (csc) | (3 - 0) |          | Spectateurs : 13 611 Arbitrage : Anderson Daronco | Spectateurs : 13 611 Arbitrage : Anderson Daronco |
| 19:00 (heure locale) | Rapport                                                                                |         |          | Spectateurs : 13 611 Arbitrage : Anderson Daronco | Spectateurs : 13 611 Arbitrage : Anderson Daronco |

| 17 juin 2019         | Japon   | 0 - 4   | Chili                                                                                         | Estádio do Morumbi, São Paulo                        |                                                      |
| 20:00 (heure locale) |         | (0 - 1) | 41e Pulgar (Aránguiz ) · 54e Vargas (Isla ) · 82e Sánchez (Aránguiz ) · 83e Vargas (Sánchez ) | Spectateurs : 23 253 Arbitrage : Mario Díaz de Vivar | Spectateurs : 23 253 Arbitrage : Mario Díaz de Vivar |
| 20:00 (heure locale) | Rapport |         |                                                                                               | Spectateurs : 23 253 Arbitrage : Mario Díaz de Vivar | Spectateurs : 23 253 Arbitrage : Mario Díaz de Vivar |

| 20 juin 2019         | Uruguay                                    | 2 - 2   | Japon                                  | Arena do Grêmio, Porto Alegre                 |                                               |
| 20:00 (heure locale) | Suárez 32e (pen.) · ( Lodeiro) Giménez 66e | (1 - 1) | 25e Miyoshi (Shibasaki ) · 59e Miyoshi | Spectateurs : 39 733 Arbitrage : Andrés Rojas | Spectateurs : 39 733 Arbitrage : Andrés Rojas |
| 20:00 (heure locale) | Rapport                                    |         |                                        | Spectateurs : 39 733 Arbitrage : Andrés Rojas | Spectateurs : 39 733 Arbitrage : Andrés Rojas |

| 21 juin 2019         | Équateur               | 1 - 2   | Chili                                   | Itaipava Arena Fonte Nova, Salvador               |                                                   |
| 20:00 (heure locale) | E. Valencia 26e (pen.) | (1 - 1) | 8e Fuenzalida · 51e Sánchez (Aránguiz ) | Spectateurs : 14 727 Arbitrage : Patricio Loustau | Spectateurs : 14 727 Arbitrage : Patricio Loustau |
| 20:00 (heure locale) | Rapport                |         |                                         | Spectateurs : 14 727 Arbitrage : Patricio Loustau | Spectateurs : 14 727 Arbitrage : Patricio Loustau |

| 24 juin 2019         | Chili   | 0 - 1   | Uruguay                | Estádio do Maracanã, Rio de Janeiro            |                                                |
| 20:00 (heure locale) |         | (0 - 0) | 82e Cavani (Valverde ) | Spectateurs : 57 442 Arbitrage : Raphael Claus | Spectateurs : 57 442 Arbitrage : Raphael Claus |
| 20:00 (heure locale) | Rapport |         |                        | Spectateurs : 57 442 Arbitrage : Raphael Claus | Spectateurs : 57 442 Arbitrage : Raphael Claus |

| 24 juin 2019         | Équateur | 1 - 1   | Japon        | Estádio Mineirão, Belo Horizonte                 |                                                  |
| 20:00 (heure locale) | Mena 35e | (1 - 1) | 15e Nakajima | Spectateurs : 9 729 Arbitrage : Jesús Valenzuela | Spectateurs : 9 729 Arbitrage : Jesús Valenzuela |
| 20:00 (heure locale) | Rapport  |         |              | Spectateurs : 9 729 Arbitrage : Jesús Valenzuela | Spectateurs : 9 729 Arbitrage : Jesús Valenzuela |

Ce groupe est âprement disputé par l'Uruguay et le Chili qui croisent le fer lors de la dernière journée. Un but d'Edinson Cavani permet à la Celeste de terminer à la 1re place devant les Chiliens. En se neutralisant 1-1, le Japon et Équateur ratent l'occasion d'avancer en quarts-de-finale et se retrouvent tous deux éliminés.

### Classement des troisièmes
Les deux meilleurs troisièmes se qualifient pour les quarts de finale.
Légende des classements
- Qualifiées pour les quarts de finale

| Rang | Équipe              | Pts | J | G | N | P | Bp | Bc | Diff |
| ---- | ------------------- | --- | - | - | - | - | -- | -- | ---- |
| 1    | Pérou (Groupe A)    | 4   | 3 | 1 | 1 | 1 | 3  | 6  | -3   |
| 2    | Paraguay (Groupe B) | 2   | 3 | 0 | 2 | 1 | 3  | 4  | -1   |
| 3    | Japon (Groupe C)    | 2   | 3 | 0 | 2 | 1 | 3  | 7  | -4   |

#### Appariements en quart de finale
Puisque deux des trois groupes placent une troisième équipe dans le tableau final, les différentes combinaisons formées par les groupes de provenance des équipes qualifiées servent à les répartir contre les premiers des groupes A et C (voir tableau final ci-dessus), comme suit
| Groupes d'origine des meilleurs 3e | Groupes d'origine des meilleurs 3e | Groupes d'origine des meilleurs 3e | Adversaires de | Adversaires de |
| Groupes d'origine des meilleurs 3e | Groupes d'origine des meilleurs 3e | Groupes d'origine des meilleurs 3e | [1A] Brésil    | [1C] Uruguay   |
| ---------------------------------- | ---------------------------------- | ---------------------------------- | -------------- | -------------- |
| A                                  | B                                  |                                    | [3B] Paraguay  | [3A] Pérou     |
| A                                  |                                    | C                                  | [3C] Japon     | [3A] Pérou     |
|                                    | B                                  | C                                  | [3C] Japon     | [3B] Paraguay  |

- Combinaison réalisée

## Tableau final
À l'exception de la finale, il n'y a pas de prolongation prévue en cas d'égalité à la fin du temps règlementaire : la qualification se décide directement par une séance de tirs au but. Trois matchs en quarts de finale se jouent ainsi aux tirs au but à l'issue des quatre-vingt-dix minutes de jeu.
|  | Quarts de finale         | Quarts de finale       | Quarts de finale         | Quarts de finale       |        |        | Demi-finales               | Demi-finales               | Demi-finales                  | Demi-finales                  |                               |                               | Finale                     | Finale                     | Finale                     | Finale                     |
|  |                          |                        |                          |                        |        |        |                            |                            |                               |                               |                               |                               |                            |                            |                            |                            |
|  | 027 juin, Porto Alegre   | 027 juin, Porto Alegre | 027 juin, Porto Alegre   | 027 juin, Porto Alegre |        |        | 02 juillet, Belo Horizonte | 02 juillet, Belo Horizonte | 02 juillet, Belo Horizonte    | 02 juillet, Belo Horizonte    |                               |                               | 07 juillet, Rio de Janeiro | 07 juillet, Rio de Janeiro | 07 juillet, Rio de Janeiro | 07 juillet, Rio de Janeiro |
|  | 027 juin, Porto Alegre   | 027 juin, Porto Alegre | 027 juin, Porto Alegre   | 027 juin, Porto Alegre |        |        | 02 juillet, Belo Horizonte | 02 juillet, Belo Horizonte | 02 juillet, Belo Horizonte    | 02 juillet, Belo Horizonte    |                               |                               | 07 juillet, Rio de Janeiro | 07 juillet, Rio de Janeiro | 07 juillet, Rio de Janeiro | 07 juillet, Rio de Janeiro |
|  | 1er A                    | Brésil                 | 0 tab(4)                 | 0 tab(4)               |        |        | 02 juillet, Belo Horizonte | 02 juillet, Belo Horizonte | 02 juillet, Belo Horizonte    | 02 juillet, Belo Horizonte    |                               |                               | 07 juillet, Rio de Janeiro | 07 juillet, Rio de Janeiro | 07 juillet, Rio de Janeiro | 07 juillet, Rio de Janeiro |
|  | 1er A                    | Brésil                 | 0 tab(4)                 | 0 tab(4)               |        |        | 02 juillet, Belo Horizonte | 02 juillet, Belo Horizonte | 02 juillet, Belo Horizonte    | 02 juillet, Belo Horizonte    |                               |                               | 07 juillet, Rio de Janeiro | 07 juillet, Rio de Janeiro | 07 juillet, Rio de Janeiro | 07 juillet, Rio de Janeiro |
|  | 3e B                     | Paraguay               | 0 (3)                    | 0 (3)                  |        |        | 02 juillet, Belo Horizonte | 02 juillet, Belo Horizonte | 02 juillet, Belo Horizonte    | 02 juillet, Belo Horizonte    |                               |                               | 07 juillet, Rio de Janeiro | 07 juillet, Rio de Janeiro | 07 juillet, Rio de Janeiro | 07 juillet, Rio de Janeiro |
|  | 3e B                     | Paraguay               | 0 (3)                    | 0 (3)                  | Brésil | Brésil | 2                          | 2                          |                               |                               |                               |                               | 07 juillet, Rio de Janeiro | 07 juillet, Rio de Janeiro | 07 juillet, Rio de Janeiro | 07 juillet, Rio de Janeiro |
|  | 028 juin, Rio de Janeiro |                        |                          |                        | Brésil | Brésil | 2                          | 2                          |                               |                               |                               |                               | 07 juillet, Rio de Janeiro | 07 juillet, Rio de Janeiro | 07 juillet, Rio de Janeiro | 07 juillet, Rio de Janeiro |
|  |                          |                        | Argentine                | Argentine              | 0      | 0      |                            |                            |                               |                               |                               |                               | 07 juillet, Rio de Janeiro | 07 juillet, Rio de Janeiro | 07 juillet, Rio de Janeiro | 07 juillet, Rio de Janeiro |
|  | 2e A                     | Venezuela              | Argentine                | Argentine              | 0      | 0      | 0                          | 0                          |                               |                               |                               |                               | 07 juillet, Rio de Janeiro | 07 juillet, Rio de Janeiro | 07 juillet, Rio de Janeiro | 07 juillet, Rio de Janeiro |
|  | 2e A                     | Venezuela              | 03 juillet, Porto Alegre |                        |        |        | 0                          | 0                          |                               |                               |                               |                               | 07 juillet, Rio de Janeiro | 07 juillet, Rio de Janeiro | 07 juillet, Rio de Janeiro | 07 juillet, Rio de Janeiro |
|  | 2e B                     | Argentine              | 2                        | 2                      |        |        |                            |                            |                               |                               |                               |                               | 07 juillet, Rio de Janeiro | 07 juillet, Rio de Janeiro | 07 juillet, Rio de Janeiro | 07 juillet, Rio de Janeiro |
|  | 2e B                     | Argentine              | 2                        | 2                      | Brésil | Brésil | 3                          | 3                          |                               |                               |                               |                               |                            |                            |                            |                            |
|  | 028 juin, São Paulo      |                        |                          |                        | Brésil | Brésil | 3                          | 3                          |                               |                               |                               |                               |                            |                            |                            |                            |
|  |                          |                        | Pérou                    | Pérou                  | 1      | 1      |                            |                            |                               |                               |                               |                               |                            |                            |                            |                            |
|  | 1er B                    | Colombie               | Pérou                    | Pérou                  | 1      | 1      | 0 (4)                      | 0 (4)                      |                               |                               |                               |                               |                            |                            |                            |                            |
|  | 1er B                    | Colombie               |                          |                        |        |        |                            |                            |                               |                               |                               |                               |                            |                            |                            |                            |
|  | 2e C                     | Chili                  | 0 tab(5)                 | 0 tab(5)               |        |        |                            |                            |                               |                               |                               |                               |                            |                            |                            |                            |
|  | 2e C                     | Chili                  | 0 tab(5)                 | 0 tab(5)               | Chili  | Chili  | 0                          | 0                          | Match pour la troisième place | Match pour la troisième place | Match pour la troisième place | Match pour la troisième place |                            |                            |                            |                            |
|  | 029 juin, Salvador       |                        |                          |                        | Chili  | Chili  | 0                          | 0                          | Match pour la troisième place | Match pour la troisième place | Match pour la troisième place | Match pour la troisième place |                            |                            |                            |                            |
|  |                          |                        | Pérou                    | Pérou                  | 3      | 3      |                            |                            | 06 juillet, São Paulo         | 06 juillet, São Paulo         | 06 juillet, São Paulo         | 06 juillet, São Paulo         |                            |                            |                            |                            |
|  | 1er C                    | Uruguay                | Pérou                    | Pérou                  | 3      | 3      | 0 (4)                      | 0 (4)                      | 06 juillet, São Paulo         | 06 juillet, São Paulo         | 06 juillet, São Paulo         | 06 juillet, São Paulo         |                            |                            |                            |                            |
|  | 1er C                    | Uruguay                |                          |                        |        |        |                            | 0 (4)                      |                               |                               | Argentine                     | Argentine                     | 2                          | 2                          |                            |                            |
|  | 3e A                     | Pérou                  | 0 tab(5)                 | 0 tab(5)               |        |        |                            |                            |                               |                               | Argentine                     | Argentine                     | 2                          | 2                          |                            |                            |
|  | 3e A                     | Pérou                  | 0 tab(5)                 | 0 tab(5)               | Chili  | Chili  | 1                          | 1                          |                               |                               |                               |                               |                            |                            |                            |                            |
|  |                          |                        |                          |                        |        |        |                            |                            |                               |                               |                               |                               |                            |                            |                            |                            |

### Quarts de finale
| 27 juin 2019         | Brésil                                                    | 0 - 0             | Paraguay                                       | Arena do Grêmio, Porto Alegre                  |                                                |
| 21:30 (heure locale) |                                                           |                   |                                                | Spectateurs : 48 211 Arbitrage : Roberto Tobar | Spectateurs : 48 211 Arbitrage : Roberto Tobar |
| 21:30 (heure locale) | Rapport                                                   |                   |                                                | Spectateurs : 48 211 Arbitrage : Roberto Tobar | Spectateurs : 48 211 Arbitrage : Roberto Tobar |
| 21:30 (heure locale) | Willian · Marquinhos · Coutinho · Firmino · Gabriel Jesus | Tirs au but 4 - 3 | Gómez · Almirón · Valdez · R. Rojas · González | Spectateurs : 48 211 Arbitrage : Roberto Tobar | Spectateurs : 48 211 Arbitrage : Roberto Tobar |

Dans ce premier quart-de-finale, le Paraguay tient en échec le Brésil (0-0) et parvient à arracher de haute lutte la séance de tirs au but. Cependant, contrairement aux éditions de 2011 et 2015 qui avaient vu les Guaranis éliminer les Brésiliens par ce biais, la chance ne sourit plus au Paraguay qui rate deux tirs. Le Brésil vainc le signe indien et file en demi-finales pour la première fois depuis 2007.
| 28 juin 2019         | Venezuela | 0 - 2   | Argentine                             | Estádio do Maracanã, Rio de Janeiro            |                                                |
| 16:00 (heure locale) |           | (0 - 1) | 10e Martínez (Agüero ) · 74e Lo Celso | Spectateurs : 50 094 Arbitrage : Wilmar Roldán | Spectateurs : 50 094 Arbitrage : Wilmar Roldán |
| 16:00 (heure locale) | Rapport   |         |                                       | Spectateurs : 50 094 Arbitrage : Wilmar Roldán | Spectateurs : 50 094 Arbitrage : Wilmar Roldán |

L'Argentine bat le Venezuela sans recourir à la séance des tirs au but - c'est la seule équipe dans ce cas - et offre une meilleure prestation par rapport à la phase de groupes. Le Venezuela, invaincu jusque-là, doit capituler devant l'expérience et le réalisme de son adversaire.
| 28 juin 2019         | Colombie                                                | 0 - 0             | Chili                                        | Arena Corinthians, São Paulo                   |                                                |
| 20:00 (heure locale) |                                                         |                   |                                              | Spectateurs : 44 062 Arbitrage : Néstor Pitana | Spectateurs : 44 062 Arbitrage : Néstor Pitana |
| 20:00 (heure locale) | Rapport                                                 |                   |                                              | Spectateurs : 44 062 Arbitrage : Néstor Pitana | Spectateurs : 44 062 Arbitrage : Néstor Pitana |
| 20:00 (heure locale) | Rodríguez · Cardona · Cuadrado · Y. Mina · Tesillo (en) | Tirs au but 4 - 5 | Vidal · Vargas · Pulgar · Aránguiz · Sánchez | Spectateurs : 44 062 Arbitrage : Néstor Pitana | Spectateurs : 44 062 Arbitrage : Néstor Pitana |

Ce troisième quart-de-finale est le plus équilibré de la série puisque c'est le seul qui met aux prises deux favoris logiques au titre. Le Chili se montre supérieur à son adversaire - il se voit refuser deux buts par le VAR - mais doit pourtant passer par la séance de tirs au but pour valider son ticket en demi-finales.
| 29 juin 2019         | Uruguay                                         | 0 - 0             | Pérou                                           | Itaipava Arena Fonte Nova, Salvador             |                                                 |
| 16:00 (heure locale) |                                                 |                   |                                                 | Spectateurs : 21 180 Arbitrage : Wilton Sampaio | Spectateurs : 21 180 Arbitrage : Wilton Sampaio |
| 16:00 (heure locale) | Rapport                                         |                   |                                                 | Spectateurs : 21 180 Arbitrage : Wilton Sampaio | Spectateurs : 21 180 Arbitrage : Wilton Sampaio |
| 16:00 (heure locale) | Suárez · Cavani · Stuani · Bentancur · Torreira | Tirs au but 4 - 5 | Guerrero · Ruidíaz · Yotún · Advíncula · Flores | Spectateurs : 21 180 Arbitrage : Wilton Sampaio | Spectateurs : 21 180 Arbitrage : Wilton Sampaio |

Ce dernier quart-de-finale est aussi le plus controversé puisque le VAR refuse trois buts aux Uruguayens pour des hors-jeu assez discutables. Les Péruviens se montrent intraitables en défense et, après avoir arraché le score nul et vierge, réussissent tous leurs tirs au but. Luis Suárez rate le sien et condamne son équipe à l'élimination, à la surprise générale.

### Demi-finales
| 2 juillet 2019       | Brésil                                      | 2 - 0   | Argentine | Estádio Mineirão, Belo Horizonte                |                                                 |
| 21:30 (heure locale) | ( Firmino) Jesus 19e · ( Jesus) Firmino 71e | (1 - 0) |           | Spectateurs : 55 947 Arbitrage : Roddy Zambrano | Spectateurs : 55 947 Arbitrage : Roddy Zambrano |
| 21:30 (heure locale) | Rapport                                     |         |           | Spectateurs : 55 947 Arbitrage : Roddy Zambrano | Spectateurs : 55 947 Arbitrage : Roddy Zambrano |

Cette première demi-finale accouche d'une nouvelle édition du Superclásico opposant les deux géants du continent sud-américain. Le Brésil vainc la malédiction du Mineiraço et s'impose en faisant preuve de réalisme devant son adversaire de toujours. Les Argentins crient au scandale et remettent en cause l'arbitrage qui ne leur aurait pas accordé deux penaltys, malgré la présence du VAR.
| 3 juillet 2019       | Chili   | 0 - 3   | Pérou                                                                    | Arena do Grêmio, Porto Alegre                  |                                                |
| 21:30 (heure locale) |         | (0 - 2) | 21e Flores (Carrillo ) · 38e Yotún (Carrillo ) · 90+1e Guerrero (Tapia ) | Spectateurs : 33 058 Arbitrage : Wilmar Roldán | Spectateurs : 33 058 Arbitrage : Wilmar Roldán |
| 21:30 (heure locale) | Rapport |         |                                                                          | Spectateurs : 33 058 Arbitrage : Wilmar Roldán | Spectateurs : 33 058 Arbitrage : Wilmar Roldán |

Le Pérou prend une revanche éclatante sur le Chili - adversaire qui l'avait éliminé quatre ans plus tôt au même stade de la compétition - et assure sa qualification à la finale du tournoi, 44 ans après sa dernière participation à ce niveau.

### Match pour la3eplace
| 6 juillet 2019       | Argentine                                    | 2 - 1   | Chili            | Arena Corinthians, São Paulo                         |                                                      |
| 16:00 (heure locale) | (Messi ) Agüero 12e · (Lo Celso ) Dybala 22e | (2 - 0) | 59e (pen.) Vidal | Spectateurs : 41 573 Arbitrage : Mario Díaz de Vivar | Spectateurs : 41 573 Arbitrage : Mario Díaz de Vivar |
| 16:00 (heure locale) | Rapport                                      |         |                  | Spectateurs : 41 573 Arbitrage : Mario Díaz de Vivar | Spectateurs : 41 573 Arbitrage : Mario Díaz de Vivar |

Après deux finales Argentine-Chili consécutives remportées par les Chiliens, c'est en « petite finale » que les deux équipes se retrouvent pour déterminer la troisième place de cette Copa América. Cette fois-ci, c'est l'Argentine qui s'impose et s'assure donc le podium. À noter le deuxième carton rouge de la carrière de Lionel Messi, après une altercation avec Gary Medel lequel a aussi vu le rouge.

### Finale
| Match 26                            | Brésil                                                                              | 3 - 1   | Pérou               | Stade Maracanã, Rio de Janeiro                 |                                                |
| 7 juillet 2019 17:00 (heure locale) | (Gabriel Jesus ) Everton 15e · (Arthur ) Gabriel Jesus 45e · Richarlison 90e (pen.) | (2 - 1) | 44e (pen.) Guerrero | Spectateurs : 58 584 Arbitrage : Roberto Tobar | Spectateurs : 58 584 Arbitrage : Roberto Tobar |
| 7 juillet 2019 17:00 (heure locale) | Rapport                                                                             |         |                     | Spectateurs : 58 584 Arbitrage : Roberto Tobar | Spectateurs : 58 584 Arbitrage : Roberto Tobar |

## Statistiques et récompenses

### Classement de la compétition
Le classement complet des 12 équipes.
| Place              | Nation    | Stade de la compétition |
| ------------------ | --------- | ----------------------- |
| Médaille d'or      | Brésil    | Vainqueur               |
| Médaille d'argent  | Pérou     | Finale                  |
| Médaille de bronze | Argentine | 1/2 finale              |
| 4                  | Chili     | 1/2 finale              |
| 5                  | Colombie  | Quarts de finale        |
| 6                  | Uruguay   | Quarts de finale        |
| 7                  | Venezuela | Quarts de finale        |
| 8                  | Paraguay  | Quarts de finale        |

| Place | Nation   | Stade de la compétition |
| ----- | -------- | ----------------------- |
| 9     | Japon    | Premier tour            |
| 10    | Qatar    | Premier tour            |
| 11    | Équateur | Premier tour            |
| 12    | Bolivie  | Premier tour            |

### Résumé par équipe
| Place              | Équipe    | Matches | Victoires | Nuls | Défaites | BP | BC | Diff. | Progression      |
| ------------------ | --------- | ------- | --------- | ---- | -------- | -- | -- | ----- | ---------------- |
| Médaille d'or      | Brésil    | 6       | 4         | 2    | 0        | 13 | 1  | +12   | Vainqueur        |
| Médaille d'argent  | Pérou     | 6       | 2         | 2    | 2        | 7  | 9  | -2    | Finale           |
| Médaille de bronze | Argentine | 6       | 3         | 1    | 2        | 7  | 6  | +1    | 1/2 finale       |
| 4                  | Chili     | 6       | 2         | 1    | 3        | 7  | 7  | 0     | 1/2 finale       |
| 5                  | Colombie  | 4       | 3         | 1    | 0        | 4  | 0  | +4    | Quarts de finale |
| 6                  | Uruguay   | 4       | 2         | 2    | 0        | 7  | 2  | +5    | Quarts de finale |
| 7                  | Venezuela | 4       | 1         | 2    | 1        | 3  | 3  | 0     | Quarts de finale |
| 8                  | Paraguay  | 4       | 0         | 3    | 1        | 3  | 4  | -1    | Quarts de finale |
| 9                  | Japon     | 3       | 0         | 2    | 1        | 3  | 7  | -4    | Premier tour     |
| 10                 | Qatar     | 3       | 0         | 1    | 2        | 2  | 5  | -3    | Premier tour     |
| 11                 | Équateur  | 3       | 0         | 1    | 2        | 2  | 7  | -5    | Premier tour     |
| 12                 | Bolivie   | 3       | 0         | 0    | 3        | 2  | 9  | -7    | Premier tour     |

### Liste des buteurs
| 3 buts - Paolo Guerrero - Everton |

| 2 buts - Kōji Miyoshi - Lautaro Martínez - Duván Zapata - Edinson Cavani - Luis Suárez - Darwin Machís - Gabriel Jesus | - Philippe Coutinho - Roberto Firmino - Edison Flores - Sergio Agüero - Alexis Sánchez - Eduardo Vargas |

| 1 but - Gustavo Cuéllar - Óscar Cardozo - Leonel Justiniano - Marcelo Martins - Almoez Ali - Roger Martínez - Ángel Mena - Enner Valencia - Shoya Nakajima | - Jefferson Farfán - Nicolás Lodeiro - Josef Martínez - Paulo Dybala - Casemiro - Willian - José Pedro Fuenzalida - Derlis González - Richard Sánchez | - José María Giménez - Dani Alves - Richarlison - Yoshimar Yotún - Giovani Lo Celso - Lionel Messi - Erick Pulgar - Arturo Vidal |

| Contre son camp (csc) - Arturo Mina (face à l'Uruguay) - Juan Rodrigo Rojas (face au Qatar) |

### Passes décisives
Avec 3 passes décisives chacun, le Brésilien Roberto Firmino et le Chilien Charles Aránguiz sont officieusement les meilleurs passeurs du tournoi.

### Récompenses
- Meilleur joueur :  Dani Alves
- Meilleur buteur :  Everton et  Paolo Guerrero
- Meilleur gardien :  Alisson Becker

### Equipe type
| Gardien        | Défenseur                                                | Milieu                              | Attaquant                              |
| -------------- | -------------------------------------------------------- | ----------------------------------- | -------------------------------------- |
| Alisson Becker | Dani Alves José María Giménez Thiago Silva Miguel Trauco | Leandro Paredes Arthur Arturo Vidal | James Rodríguez Paolo Guerrero Everton |

## Les droits de diffusion
- Argentine – TyC Sports
- Australie – Network Ten
- Brésil – Rede Globo (seulement les matchs de l'équipe du Brésil et la finale), SporTV
- Bolivie – Bolivia TV
- Chili – Canal 13, TVN et CDF
- Chine – CCTV5, PPTV
- Colombie – Caracol TV
- Corée du Sud – JTBC3 Fox Sports
- Hong Kong – Now TV
- Japon – TV Tokyo
- Mexique – Televisa et TV Azteca
- États-Unis d'Amérique – Univision et Telemundo (en langue espagnole) - ESPN+ (en langue anglaise)[17]
- Australie,  France,  Nouvelle-Zélande, Moyen-Orient et Afrique du Nord - BeIn Sports
- Pérou – América Televisión
- Portugal – SportTV
- Russie – Match TV
- Taïwan – ELTA
- Allemagne,  Autriche,  Italie,  Japon – DAZN